# Thalassa (vệ tinh)

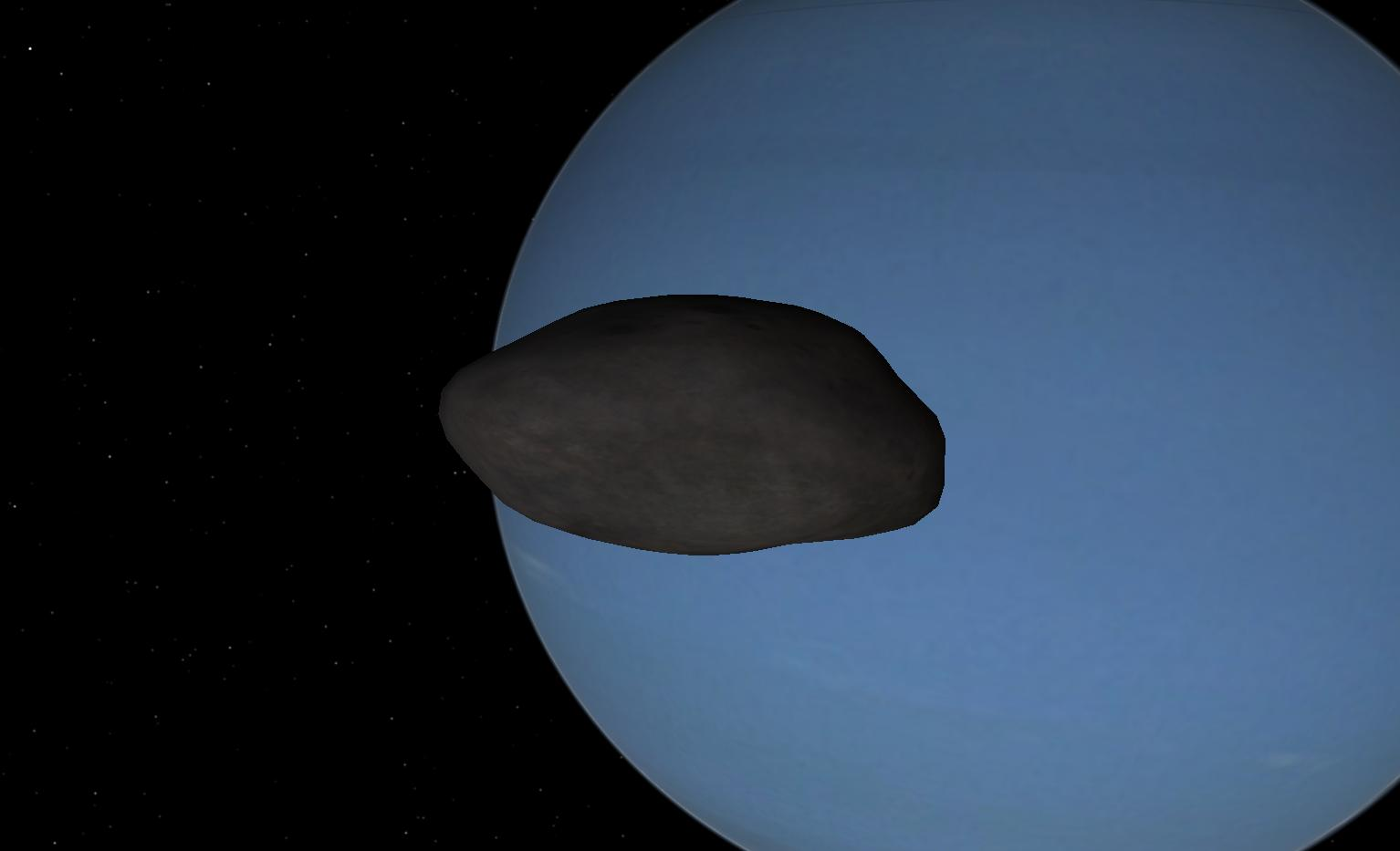
Một hình ảnh tái hiện của vệ tinh Thalassa đang quay quanh Sao Hải Vương.

Thalassa (/θəˈlæsə/ thə-LASS-əthə-LASS-ə; Tiếng Hy Lạp: Θάλασσα),còn được biết đến là Neptune IV, là vệ tinh bên trong cùng thứ hai của Sao Hải Vương. Vệ tinh Thalassa được đặt tên theo nữ thần biển cả Thalassa, một người con gái của thần Aether và thần Hemera trong thần thoại Hy Lạp. "Thalassa" trong tiếng Hy Lạp cũng có nghĩa là "biển".
Vệ tinh Thalassa được phát hiện vào đâu đó trước khoảng giữa tháng 9 năm 1989 từ các bức ảnh do tàu thăm dò không gian Voyager 2 chụp. Nó được đặt ký hiệu tạm thời là S/1989 N 5. Khám phá của nó được công bố (IAUC 4867) vào ngày 29 tháng 9 năm 1989, nhưng các tài liệu chỉ đề cập đến "25 khung hình được chụp trong vòng 11 ngày", như vậy ngày khám phá ra nó là đâu đó trước ngày 18 tháng 9. Nó được đặt tên vào ngày 16 tháng 9 năm 1991.
Thalassa có hình dạng dị thường và không có dấu hiệu nào của một sự biến đổi địa chất. Có khả năng nó là một đám mảnh vụn phát triển dần lên quanh một hạt nhân từ các mảnh vỡ của các vệ tinh gốc của Sao Hải Vương, thứ bị đập vỡ bởi những nhiễu loạn gây ra bởi vệ tinh Triton ngay sau khi vệ tinh bị bắt giữ vào một quỹ đạo ban đầu có độ lệch tâm rất cao. Khác thường với các thiên thể dị hình, vệ tình này có vẻ như có hình dáng đại khái giống cái đĩa.
Vì quỹ đạo của vệ tinh Thalassa nằm bên dưới bán kính quỹ đạo đồng bộ của Sao Hải Vương, nó dần dần xoáy theo hình xoắn ốc vào bên trong do giảm tốc thủy triều và có thể cuối cùng sẽ va chạm vào khí quyển của Sao Hải Vương, hoặc vỡ vụn ra thành một vành đai hành tinh khi vượt quá giới hạn Roche do kéo giãn thủy triều. Khá nhanh sau đó, những mảnh vụn đang lan ra có thể ảnh hưởng tới quỹ đạo của vệ tinh Despina.